# Cinigiano
Cinigiano är en ort och kommun i provinsen Grosseto i regionen Toscana i Italien. Kommunen hade 2 474 invånare (2018).